# Dwars door Vlaanderen 1969
Dwars door Vlaanderen 1969 (deutsch: Quer durch Flandern) war die 25. Austragung des belgischen Straßenradrennen Dwars door Vlaanderen in der Region Flandern. Das Rennen fand am 25. März 1969 über 200 Kilometer für Berufsfahrer statt. Sieger wurde Eric Leman aus Belgien.

## Rennverlauf
Dwars door Vlaanderen 1969 wurde als Eintagesrennen mit Start und Ziel in Waregem ausgetragen. 108 Radrennfahrer gingen an den Start. Das Starterfeld blieb lange zusammen. In der Endphase des Rennens löste sich die Gruppe nach vielen einzelnen Ausreißversuchen auf und die Fahrer erreichten das Ziel einzeln oder in kleinen Gruppen. Eric Leman gewann mit einem Vorsprung von knapp einer halben Minute. 24 Fahrer beendeten das Rennen.

## Rennergebnis
| Platz | Fahrer                 | Team                        | Zeit           |
| ----- | ---------------------- | --------------------------- | -------------- |
| 1.    | Eric Leman             | Flandria–De Clercq–Krüger   | 5:14:00 h      |
| 2.    | Albert Van Vlierberghe | Ferretti                    | + 0:25 Minuten |
| 3.    | Willy Van Neste        | Dr. Mann-Grundig            | gl. Zeit       |
| 4.    | Wim Dubois             | Etalo–Siriki–Ventura        | + 1:10 Minuten |
| 5.    | Walter Godefroot       | Flandria–De Clercq–Krüger   | + 1:45 Minuten |
| 6.    | Jaak De Boever         | Flandria–De Clercq–Krüger   | + 2:00 Minuten |
| 7.    | Walter Boucquet        | Over Centrale–Tasmanie–Novy | + 2:05 Minuten |
| 8.    | Christian Callens      | Over Centrale–Tasmanie–Novy | + 2:15 Minuten |
| 9.    | Roger Rosiers          | Dr. Mann-Grundig            | gl. Zeit       |
| 10.   | Leo Van Dam            | Okay Whisky–Diamant–Geens   | gl. Zeit       |